# San Ponso
San Ponso (piemontesisch San Pons) ist eine Gemeinde in der italienischen Metropolitanstadt Turin (TO), Region Piemont.

## Lage und Einwohner
San Ponso liegt rund 40 km nördlich von Turin. Das Gemeindegebiet umfasst eine Fläche von 2,12 km² und hat 236 Einwohner (Stand 31. Dezember 2023). Die Nachbargemeinden sind Valperga, Salassa, Pertusio, Rivara, Busano und Oglianico.

## Geschichte

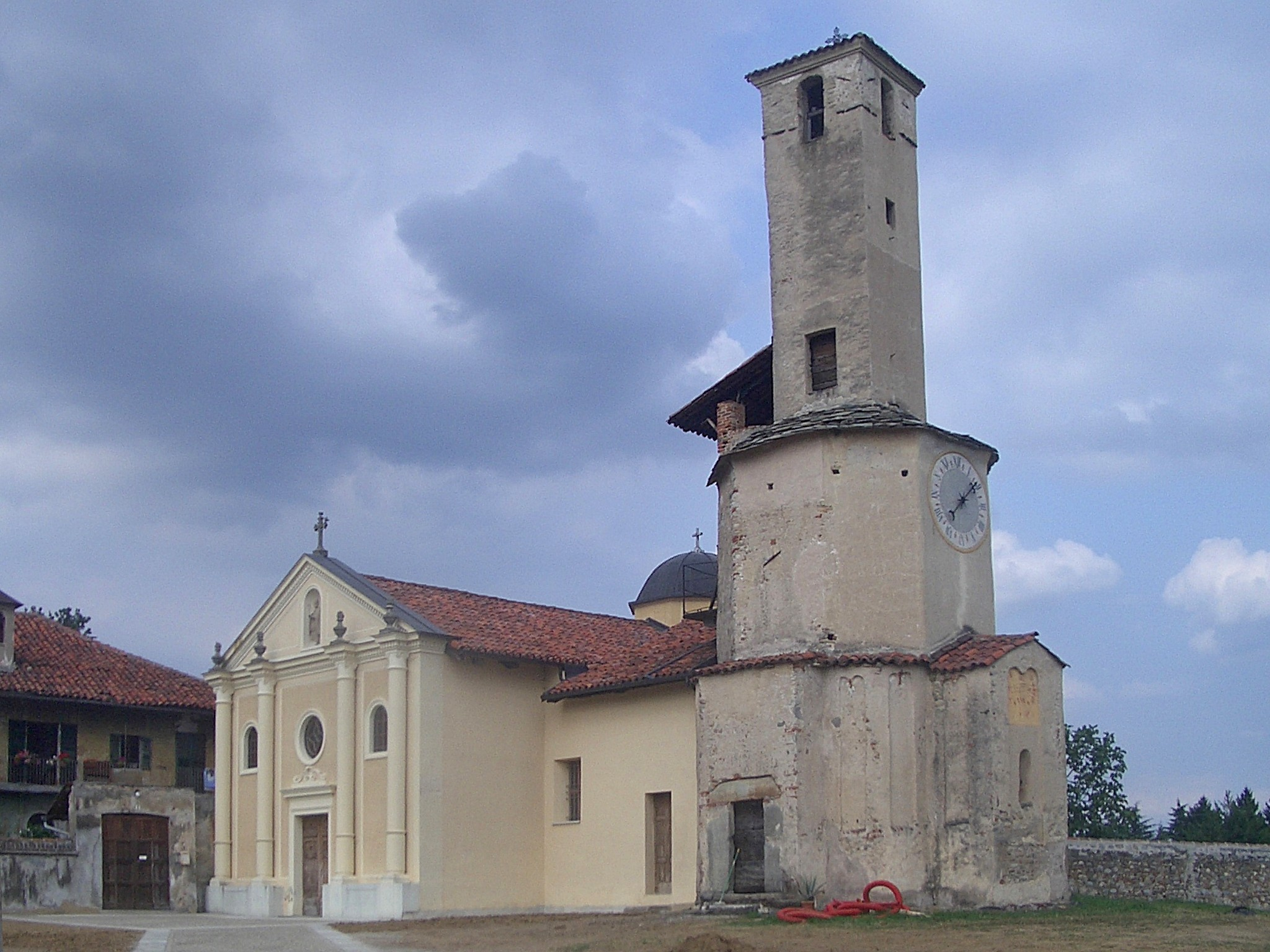
Kirche San Ponso Battistero

Der antike römische Name ist nicht bekannt, während der aktuelle Name auf San Ponso zurückzuführen zu sein scheint, dessen Reliquie zusammen mit der von Sant’Ilario vom Bischof von Autun der bereits bestehenden Pfarrkirche gespendet worden wäre. Es besteht jedoch Unsicherheit über den Ursprung des Ortsnamens, der auch von CAMPUS PONTII in Bezug auf die römische Zenturierung abgeleitet sein könnte, so dass die zweite Komponente der römische Adlige PONTIUS sein würde, der in der Gegend durch die Inschriften von Levone und Camagna belegt ist. Es handelte sich um eine wichtige römische Siedlung, wie die zahlreichen Inschriften und Funde belegen, darunter mehrere Hügel mit Dachziegeln, Medaillen und Goldmünzen von Nero.
Im Mittelalter gehörte es den Grafen von Valperga und später den Markgrafen von Monferrato. Es bewahrt wichtige historisch-architektonische Zeugnisse wie die alte Pfarrkirche San Ponzio aus dem 11. Jahrhundert, die im Laufe der Zeit, insbesondere im 17. Jahrhundert, mehrfach renoviert wurde, und das Baptisterium, das im 10. Jahrhundert auf einem  ehemaligen heidnischer Tempel erbaut wurde. Die Kirche ist ein grundlegendes Zeugnis für die Geschichte der subalpinen Kunst. Erwähnenswert ist schließlich auch die kleine ländliche Einsiedelei, die dem heiligen Bischof Hilarius gewidmet ist.